# Jin Ziwei
Jin Ziwei (kinesiska: 金 紫薇), född den 17 oktober 1985 i Shenyang i Kina, är en kinesisk roddare.
Hon tog OS-guld i scullerfyra i samband med de olympiska roddtävlingarna 2008 i Peking.